# Khendrup Gyatso
Khendrup Gyatso, (aussi appelé Khendrub ou Khedrup Gyatso), né le 1er novembre 1838 et mort le 31 janvier 1856, à Lhassa, au palais du Potala, est le onzième dalaï-lama (tibétain : མཁས་གྲུབ་རྒྱ་མཚོ་, Wylie : mKhas-grub rgya-mtsho).

## Biographie
Khedrup Gyatso est né en 1838 à Gathar, un village du Kham dans la région de Minyak (Tibet oriental). Son père se dénommait de Tsetan Dhondup et sa mère Yungdrung Bhuti.
En 1841, il fut reconnu comme étant la réincarnation du 10e dalaï-lama. Le 7e panchen-lama, Palden Tenpai Nyima, réalisa la cérémonie de coupe des cheveux et lui donna son nom religieux (Lobsang Khedrup Gyatso: Océan de savoir et de réalisation spirituelle). Il est intronisé à Lhassa au palais du Potala le 25 mai 1842. À onze ans, il prononce les vœux de moine novice auprès du 7e panchen-lama. À la demande du gouvernement du Tibet, il assume les pleines fonctions de dirigeant spirituel et politique du Tibet à partir du 1er mars 1855, mais meurt soudainement en 1856 au palais du Potala. Il est le troisième dalaï-lama successif à mourir trop jeune pour consolider leur pouvoir.
Durant la vie de Khendrup Gyatso, les guerres contre le Ladakh affaiblirent le pouvoir des lamas sur le plateau tibétain. Simultanément, la Guerre de l'opium et la Rébellion Taiping diminuèrent l'influence chinoise. Durant la dernière année de son règne, eut lieu un conflit avec le Népal (1855-1856) qui se termina par la défaite de ce dernier. Son règne est le premier pas sur le chemin, emprunté par les dalaï lamas suivants, de la suppression de l'influence coloniale occidentale, qui était ressentie comme une menace pour la culture tibétaine et le pouvoir des lamas[réf. nécessaire].
Il est l'auteur de l'Histoire des singes et des oiseaux (Bya sprel gyi gtam-rgyud), une allégorie de la guerre entre les Tibétains (oiseaux) et les Gurkhas (singes) qui eut lieu au XVIIIe siècle.